# چاه عمیق محمود صائبی
چاه عمیق محمود صائبی یک منطقهٔ مسکونی در ایران است که در دهستان بیزکی واقع شده‌است.